# Balasjov
Balasjov (Russisch: Балашов) ook wel Balashov genoemd is een stad in de oblast Saratov, Rusland. De stad ligt aan de rivier Chopjor. De stad telde in 2002 91.622 inwoners. Volgens de volkstelling van 2010 waren er 82.227 inwoners, in 2017 was het aantal verder gedaald tot 77391.
Sinds het eind van de 18e eeuw is het bekend als dorp onder de naam Balashovo. In 1780 verkreeg het de stadstatus en werd de naam Balashov.
Tussen 1954 en 1957 was het de hoofdstad van de oblast Balasjov van de Russische SFSR.
Balasjov ligt in een vruchtbare, agrarische omgeving; in of nabij de stad bevinden zich een aantal bedrijven die zich bezighouden met de verwerking van landbouwproducten en voedselproductie. 
Bestuurlijk centrum: Saratov

Arkadak · Atkarsk · Balakovo · Balasjov · Chvalynsk · Engels · Jersjov · Kalininsk · Krasnoarmejsk · Krasny Koet · Marx · Novo-oezensk · Petrovsk · Poegatsjov · Rtisjtsjevo · Sjichany · Volsk